# Christian Kopp

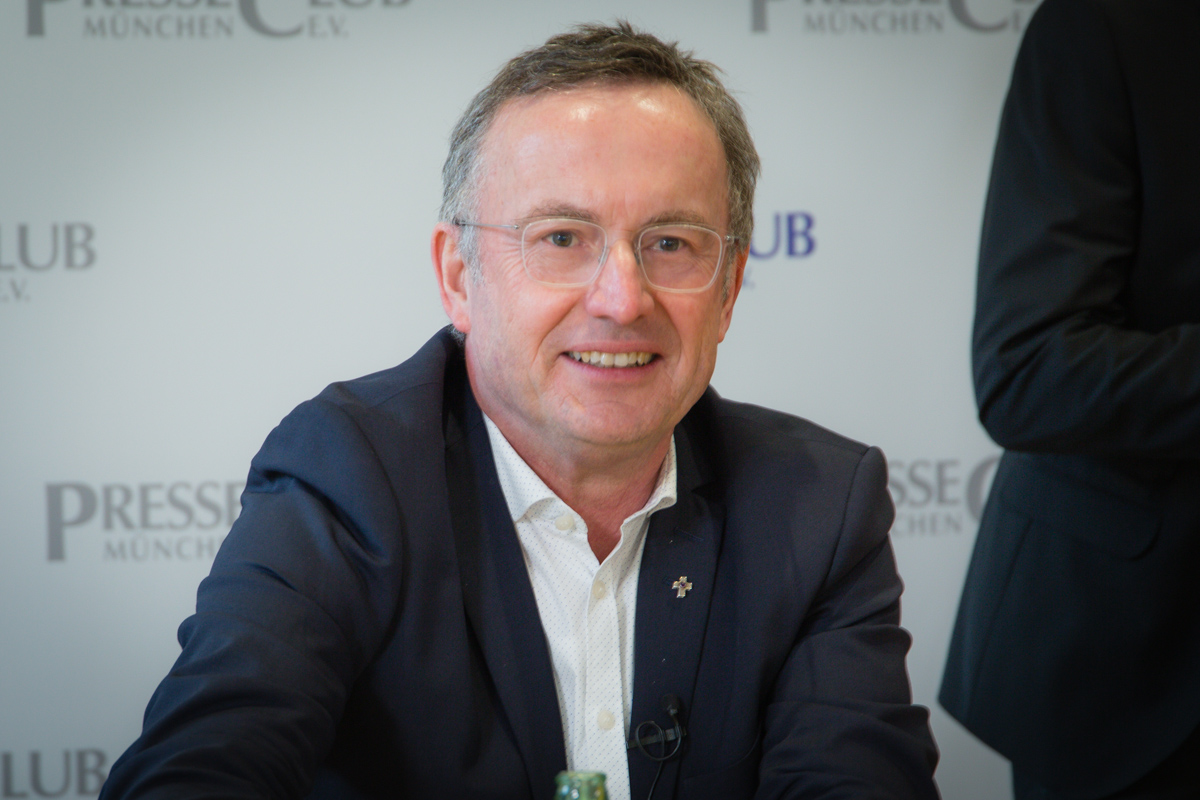
Christian Kopp (2024)

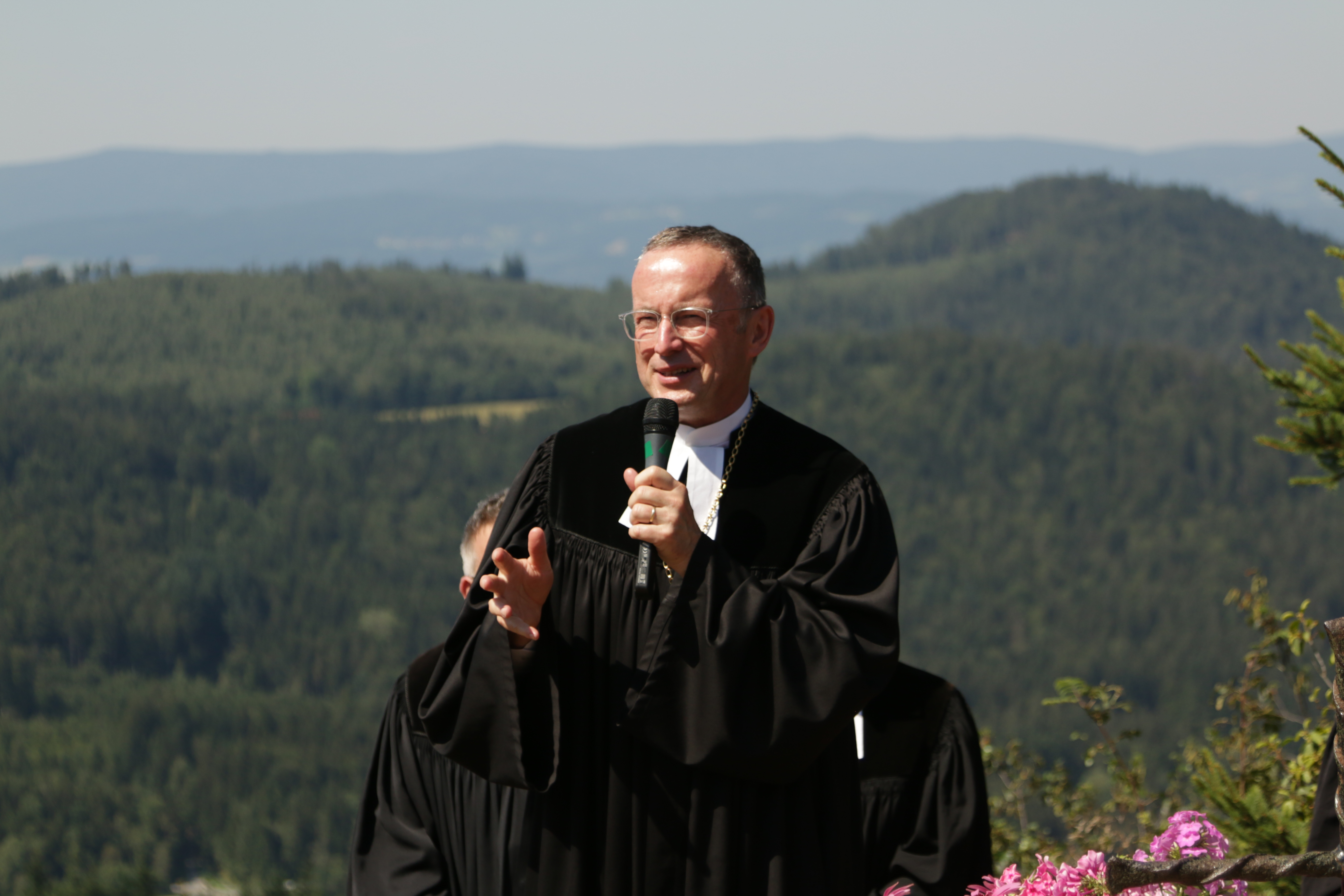
Christian Kopp als Gastprediger beim jährlichen Berggottesdienst auf dem Silberberg bei Bodenmais (2024)

Christian Kopp (* 15. Oktober 1964 in Regensburg) ist ein evangelischer Geistlicher. Am 30. März 2023 wurde Kopp zum Landesbischof der Evangelisch-Lutherischen Kirche in Bayern gewählt, am 29. Oktober 2023 wurde er in einem Festgottesdienst in der Nürnberger St.-Lorenz-Kirche in sein Amt eingeführt; seine Amtszeit begann am 31. Oktober 2023.

## Familie
Christian Kopp wurde 1964 als Sohn eines Diakons in Regensburg geboren und verbrachte seine Kindheit in Rummelsberg und Garmisch-Partenkirchen. Kopp ist seit 1988 verheiratet mit der Pfarrerin Julia Rittner-Kopp, die eine Pfarrstelle in der Nürnberger St.-Johannis-Gemeinde innehat. Das Paar hat eine Tochter und einen Sohn, der sich 2021 das Leben nahm, sowie zwei Enkel.

## Theologe
Sein Theologiestudium absolvierte Kopp in München, Erlangen, Bern und Tübingen. Von 1991 bis 1993 war Kopp in Nürnberg-Mögeldorf als Vikar tätig, und absolvierte im Anschluss daran mit der „Theologischen Anstellungsprüfung“ sein zweites theologisches Examen. Nach seinem Pfarrvikariat in Brunnenreuth im Dekanat Ingolstadt leitete Kopp ab dem Jahr 2000 zusammen mit der Rosenheimer Dekanin Hanna Wirth die Kommunikationsinitiative der Evangelisch-lutherischen Kirche von Bayern.
Von 2003 bis 2012 war Kopp Pfarrer an der St.-Georgs-Kirche in Nürnberg-Kraftshof, von September 2013 bis zu seinem Wechsel nach München Dekan im Dekanatsbezirk Nürnberg-Süd und 2. Pfarrer in der Nürnberger St.-Peter-Gemeinde. Am 1. Dezember 2019 trat Kopp die Nachfolge von Susanne Breit-Keßler als Oberkirchenrat und Regionalbischof der evangelisch-lutherischen Kirche im Kirchenkreis München an, womit er für 150 evangelische Kirchengemeinden mit fast 500.000 Mitgliedern zuständig wurde. Am 30. März 2023 wurde Kopp von der Synode der ELKB im siebten Wahlgang zum neuen evangelischen Landesbischof in Bayern gewählt. Zuvor hatten in sechs Wahlgängen weder er noch seine Gegenkandidatin Nina Lubomierski eine Mehrheit erhalten. Das Wahlverfahren war daraufhin unterbrochen worden. Am 31. Oktober 2023 hat Kopp das Amt von Heinrich Bedford-Strohm übernommen.